# Anna-My Novotny
Anna-My Novotny, född 4 september 1987 i Helsingborg, är en svensk dokumentärfilmare.

## Biografi
Novotny utbildade sig på Stockholms dramatiska högskola och är känd för att hon 2013 var den första dokumentärfilmaren som wallraffade i den svenska nätsexhandeln. Genom dokumentärfilmen Enkelt och diskret  fick hon sitt genombrott, då delar av den visades på Kalla Fakta 2014. Dokumentären sändes senare i sin helhet under namnet Män som köper sex i SVT 2019. Novotnys dokumentärer berör ofta kvinnors och barns rättigheter i samhället.

## Filmografi
- 2021 – Nationens minne
- 2020 – Jättehemligt
- 2019 – Män som köper sex[14]
- 2019 – Vintertullen[15][16]
- 2017 – Izabela[17][18]
- 2015 – Enkelt och diskret[19]
- 2014 – Är jag svensk?[20]
- 2014 – Femton[21]